# 그녀는 천재다
《그녀는 천재다》는 대한민국의 작가 하람이 쓰고 Nardack이 삽화를 담당한 라이트 노벨이다. 시드노벨(디앤씨미디어)에서 발행되었다.

## 단행본 목록
- 《그녀는 천재다 1》, 2011-11-01, ISBN 9788926780978
- 《그녀는 천재다 2》, 2011-12-01, ISBN 9788926781029
- 《그녀는 천재다 3》, 2012-01-01, ISBN 9788926781111